# Arseniosiderita
La arseniosiderita es un mineral, arseniato de carcio y hierro hidratado. Fue descrito por primera vez por el mineralogista francés Pierre Armand Dufrenoy a partir de ejemplares encontrados en una mina de manganeso de Romanèche-Thorins, La Chapelle-de-Guinchay, Saône-et-Loire, Francia. El nombre deriva del arsénico y de la palabra griega para designar el hierro, otro de los elementos característicos de su composición.

## Propiedades físicas y químicas
La arseniosiderita se encuentra formando masas afieltradas, costras fibrosas, a veces bastante gruesas, o esférulas y agregados radiados. Su color es muy característico, marrón rojizo con todos dorados. Desde el punto de vista químico, forma una serie con la mitridatita,  el equivalente con fosfato en lugar de arseniato. Además de los elementos de la fórmula, puede contener fosfato, plomo, magnesio y manganeso.

## Yacimientos
La arseniosiderita es un mineral relativamente poco frecuente, formado por oxidación de arseniuros de hierro, especialmente de la löllingita y de la arsenopirita. Se ha encontrado en unas 200 localidades, en muchos países del mundo, asociada a otros arseniatos. En Francia se encuentran ejemplares particularmente notables, además de en la localidad tipo, en la mina de La Verrière,  Les Ardillats,  Beaujeu,  Rhône. En España se ha encontrado en una docena de yacimientos, entre ellos la mina de oro de Carlés, Salas (Asturias), y la mina Colosal Platífera, en Alpartir (Zaragoza). En Bolivia aparece en la mina Negra, en la provincia de Nor Lípez, Potosí.